# Bala Arabé
Chaweye Bala Arabé (* 25. Juli 1925 in Niamey; † 1991; auch Balla-Arabé) war ein nigrischer Offizier und Politiker.

## Leben
Bala Arabé besuchte die Regionalschule in Zinder. Er trat 1944 in die französischen Streitkräfte ein. Niger war zu diesem Zeitpunkt eine Kolonie Frankreichs. Arabé absolvierte eine militärische Ausbildung in Saint-Louis und diente von 1946 bis 1958 in Madagaskar, in der Sahara, in Algerien und in Cotonou. Außerdem schloss er 1956 eine Fortbildung an der Infanterieschule in Saint-Maixent-l’École ab. Er erreichte 1958 den Dienstgrad eines Leutnants.
Mit der Unabhängigkeit Nigers 1960 wurde Bala Arabé in die neuen nigrischen Streitkräfte übernommen. Er war einer von sechs einheimischen Soldaten, die bis dahin einen Offiziersrang erreicht hatten. Die anderen nigrischen Offiziere waren Amadou Diallo, Henri Dupuis-Yacouba, Seyni Kountché, Demba Maïnassara und Moussa Tondi. 1961 wurde Arabé zum Hauptmann befördert. Als Nachfolger von Demba Maïnassara wurde er 1969 Chef des Generalstabs der Streitkräfte. In dieser Funktion löste ihn 1973 Seyni Kountché ab. Arabé wurde stattdessen persönlicher Generalstabschef von Staatspräsident Hamani Diori und Großkanzler der Nationalorden.
Seyni Kountché setzte 1974 durch einen Militärputsch Hamani Diori ab und wurde neuer Staatschef und Vorsitzender des Regimes des Obersten Militärrats. Bala Arabé wurde seine Nähe zum früheren Staatspräsidenten Diori zum Verhängnis. Er wurde aus den Streitkräften entlassen und bis 1978 in einem Militärlager in N’Guigmi gefangen gehalten. Anschließend stand er jahrelang überwiegend unter Hausarrest in seiner Heimatstadt Maradi.
Nach Seyni Kountchés Tod 1987 wurde Arabé rehabilitiert. Er wurde bei den Parlamentswahlen von 1989 als Abgeordneter für Maradi der Einheitspartei Nationale Bewegung der Entwicklungsgesellschaft in die Nationalversammlung gewählt. Er war bis zu deren Auflösung 1991 als zweiter stellvertretender Parlamentspräsident tätig. Danach wirkte er als Vertreter der Veteranen in der Nationalkonferenz von 1991, die Nigers Übergang zu einem Mehrparteiensystem vorbereitete. Mit Ende der Nationalkonferenz starb er.
Bala Arabé war verheiratet und hatte drei Kinder.

## Ehrungen
- Orden des heiligen Dreifußes 2. Klasse (Republik China)[6]